# (8148) Golding
(8148) Golding est un astéroïde de la ceinture principale.

## Description
(8148) Golding est un astéroïde de la ceinture principale. Il fut découvert le 15 février 1985 à La Silla par Henri Debehogne. Il présente une orbite caractérisée par un demi-grand axe de 2,26 UA, une excentricité de 0,06 et une inclinaison de 0,6° par rapport à l'écliptique.

## Compléments